# Montdragon
Montdragon ist eine französische Gemeinde mit 613 Einwohnern (Stand 1. Januar 2022) im Département Tarn in der Region Okzitanien. Sie gehört zum Arrondissement  Castres und zum Kanton Plaine de l’Agoût.

## Wappen
Beschreibung: In Blau eine goldene Spitze bis zum Schildhaupt.

## Bevölkerungsentwicklung
| Jahr      | 1962 | 1968 | 1975 | 1982 | 1990 | 1999 | 2008 |
| Einwohner | 349  | 366  | 371  | 386  | 411  | 419  | 599  |

## Söhne- und Töchter der Stadt
- André Guilhaudin (* 1924), Autorennfahrer